# Лоши момичета (филм, 1968)
„Лоши момичета“ (на френски: Les Biches) е френско-италиански филм от 1968 година, драма на режисьора Клод Шаброл по негов сценарий в съавторство с Пол Жегоф по мотиви на романа „Талантливият мистър Рипли“ от Патриша Хайсмит.
В центъра на сюжета са любовните връзки на богата жена с бездомно момиче и архитект, които довеждат до нейното убийство. Главните роли се изпълняват от Жаклин Сасар, Стефан Одран, Жан-Луи Трентинян.
За ролята си в „Лоши момичета“ Стефан Одран получава наградата „Сребърна мечка“ за най-добра актриса.